# 小池定路
小池 定路（こいけ さだじ、3月14日 - ）は、日本の漫画家、イラストレーター。北海道出身。

## 来歴
以前はアボガドパワーズに所属し原画を担当していた。アボガドパワーズ退職後はフリーを経て有限会社擬人機工藝に所属。

## 連載中
- ちま子さん - Fellows!不定期掲載
- キラキラしても、しなくても - Webアクション（双葉社）

## 作品

### ゲーム
- 終末の過ごし方（小池江里加名義）
- フォークソング
- 対局麻雀 ネットでロン!
- エムM×Sエス
- ライアー大戦じゃんまげどん（一部キャラ担当）
- Jewelry Master Twinkle

### 漫画
- 魔法少女チキチキ
  - 魔法少女町内に現わる（『カラフルピュアガール』連載）
  - 魔法少女チキチキ（『月刊コミックラッシュ』連載）
- 父とヒゲゴリラと私（『まんがくらぶ』連載）全7巻
- ゴーゴーダイナマイツ（『まんがライフMOMO』連載）全3巻
- 若旦那はザンネン。（『まんがくらぶ』連載）全3巻
- 日々、君（『まんがライフ女子部』）全2巻
- 『キラキラしても、しなくても』双葉社〈アクションコミックス〉、全2巻（『webアクション』2022年 - 2024年）
  - 上 2024年8月8日発売[2]、ISBN 978-4-575-85996-6
  - 下 2024年8月8日発売[2]、ISBN 978-4-575-85997-3
- 親だって知らない（『JOUR』2025年2月号掲載[3]）

### 小説（挿絵）
- 月夜に踊る道化師-放課後未来派倶楽部-（著者：山本剛、角川スニーカー文庫）
- ひよぴよ（著者：小林めぐみ、角川スニーカー文庫）
- 悪魔シルフィアと炎の天使-聖邪の淫獄螺旋-（著者：樹揺葉、キルタイムコミュニケーション発行）
- 大正野球娘。（アニメ版 キャラクター原案協力含む）